# High Halstow
High Halstow est une paroisse civile et un village du Kent, en Angleterre.